# Agata Szukiełowicz-Genes
Agata Szukiełowicz-Genes (ur. 21 maja 1976 we Wrocławiu) – polska piłkarka ręczna, reprezentantka Polski. Zdobywczyni Challenge Cup (2011).

## Kariera sportowa
Była zawodniczką AZS AWF Wrocław (1994-1996), AZS-AWFiS Gdańsk (1996-1998), Startu Gdańsk (1998-2000) i Vitaralu Jelfa Jelenia Góra (2000/2001). Od 2001 występowała we Francji, kolejno w Le Havre AC Handball (2001-2005), CA Bèglais Handball (2006-2008) i Mios Biganos Handball (2008-2012). Z tym ostatnim klubem osiągnęła swój największy sukces w karierze, zdobywając Challenge Cup w 2011. Po sezonie 2011/2012 zakończyła karierę sportową
W reprezentacji Polski debiutowała 22 stycznia 1997 w towarzyskim spotkaniu z Belgią. W tym samym roku wystąpiła na mistrzostwach świata, zajmując z drużyną 8. miejsce. Ostatni raz w biało-czerwonych barwach wystąpiła 8 grudnia 2002 w meczu eliminacji mistrzostw świata z Bułgarią. Łącznie w reprezentacji wystąpiła 29 razy, zdobywając 21 bramek.